# 罗斯·海因兹
罗斯·海因兹（英語：Ross Hynds，1946年9月15日—2015年6月25日），新西兰男子射箭、田径运动员。他曾代表新西兰参加1976年、1980年、1984年和1992年夏季残疾人奥林匹克运动会，获得一枚银牌和三枚铜牌。